# Солнечный сельсовет (Хакасия)
Солнечный сельсовет — сельское поселение в Усть-Абаканском районе Хакасии.
Административный центр — село Солнечное.

## История
Статус и границы сельского поселения установлены Законом Республики Хакасия от 15 октября 2004 года № 73 «Об утверждении границ муниципальных образований Таштыпского района и наделении их соответственно статусом муниципального района, сельского поселения»

## Население
| 2002  | 2010  | 2012  | 2013  | 2014  | 2015  | 2016  |
| ----- | ----- | ----- | ----- | ----- | ----- | ----- |
| 2004  | ↗2050 | ↗2060 | ↗2111 | ↗2126 | ↘2106 | →2106 |
| 2017  | 2018  | 2019  | 2020  | 2021  |       |       |
| ↗2107 | ↘2092 | ↗2093 | ↘2063 | ↘1734 |       |       |

## Состав сельского поселения
В состав сельского поселения входят 3 населённых пункта:
| № | Населённый пункт | Тип населённого пункта       | Население |
| - | ---------------- | ---------------------------- | --------- |
| 1 | Красноозёрное    | посёлок                      | ↘600      |
| 2 | Курганная        | деревня                      | →338      |
| 3 | Солнечное        | село, административный центр | ↗1112     |

## Местное самоуправление
Администрация
с. Солнечное, Мира 17a
Глава администрации
Сергеев Николай  Николаевич
Официальный сайт